# Phil Edwards (Radsportler)
Philip „Phil“ Edwards (* 3. September 1949 in Bristol; † 24. April 2017 in Monte-Carlo, Monaco) war ein britischer Radrennfahrer und nationaler Meister im Radsport.

## Sportliche Laufbahn
Edwards war Teilnehmer der Olympischen Sommerspiele 1972 in München. Im olympischen Straßenrennen wurde er beim Sieg von Hennie Kuiper Sechster. Der britische Vierer wurde im Mannschaftszeitfahren mit Edwards, Phil Bayton, John Clewarth und David Lloyd 14. des Rennens.
1967 wurde er britischer Meister im Straßenrennen der Junioren. In der Klasse der Amateure gewann er den Titel 1977. Im britischen Milk Race belegte er 1970 den 6. Platz und siegte in der Tour of the Cotswolds, wie auch 1971. Bis zu seinem Wechsel zu den Berufsfahrern 1976 gewann er eine Vielzahl an Eintagesrennen, Kriterien und kleineren Etappenrennen auf der britischen Insel. Darunter war ein Etappenerfolg im Milk Race 1971. Mit dem Grand Prix of Essex siegte er 1971 in einem traditionsreichen britischen Eintagesrennen. In jener Saison verbuchte er auch Etappensiege im Mik Race und der Tour of Scotland. Auch in Frankreich und den Niederlanden war er erfolgreich. 1972 gewann er erneut den Grand Prix of Essex, dazu den Lincoln Grand Prix und eine Etappe der Annaba-Rundfahrt in Algerien.
Ab 1973 startete er für eine italienische Sportgruppe, seine Mutter war Italienerin und hatte ihm einen Kontakt zum Team G. S. Leone vermittelt. Er konnte 1974 und 1975 einige italienische Rennen gewinnen. Darunter war 1974 das Eintagesrennen Monte Carlo–Alassio und der Giro del Friuli 1975.
Als Profi im Radsportteam Sanson-Campagnolo fuhr er an der Seite von Francesco Moser und gewann 1977 neben dem nationalen Meistertitel das Rennen London–York über 310 Kilometer vor Paul Medhurst. Im Rennen Tre Valli Varesine wurde er Zweiter hinter Giuseppe Saronni und Dritter in der Trofeo Matteotti sowie im Giro dell’Emilia. 1978 gewann er eine Etappe der Katalonien-Rundfahrt.
Den Giro d’Italia bestritt er fünfmal, 1979 hatte er mit dem 42. Rang im Endklassement sein bestes Ergebnis.

## Berufliches
Edwards betrieb nach seiner aktiven Laufbahn zunächst gemeinsam mit seinem Bruder einen Fahrradhandel. Später lebte mit seiner Familie in Monte Carlo, wo er ein Restaurant führte.